# Trenčianska Teplá
Trenčianska Teplá este o comună slovacă, aflată în districtul Trenčín din regiunea Trenčín. Localitatea se află la altitudinea de 224 m deasupra n.m., se întinde pe o suprafață de 15,13 km2 și în 2017 număra 4.211 locuitori.

## Istoric
Localitatea Trenčianska Teplá este atestată documentar din 1355.

## Demografie
| An:                | 1994 | 2004   | 2014   | 2024   |
| ------------------ | ---- | ------ | ------ | ------ |
| Număr de persoane: | 3750 | 3933   | 4192   | 4162   |
| Diferență:         |      | +4,88% | +6,58% | −0,71% |

| An:                | 2023 | 2024   |
| ------------------ | ---- | ------ |
| Număr de persoane: | 4190 | 4162   |
| Diferență:         |      | −0,66% |